# Carillon

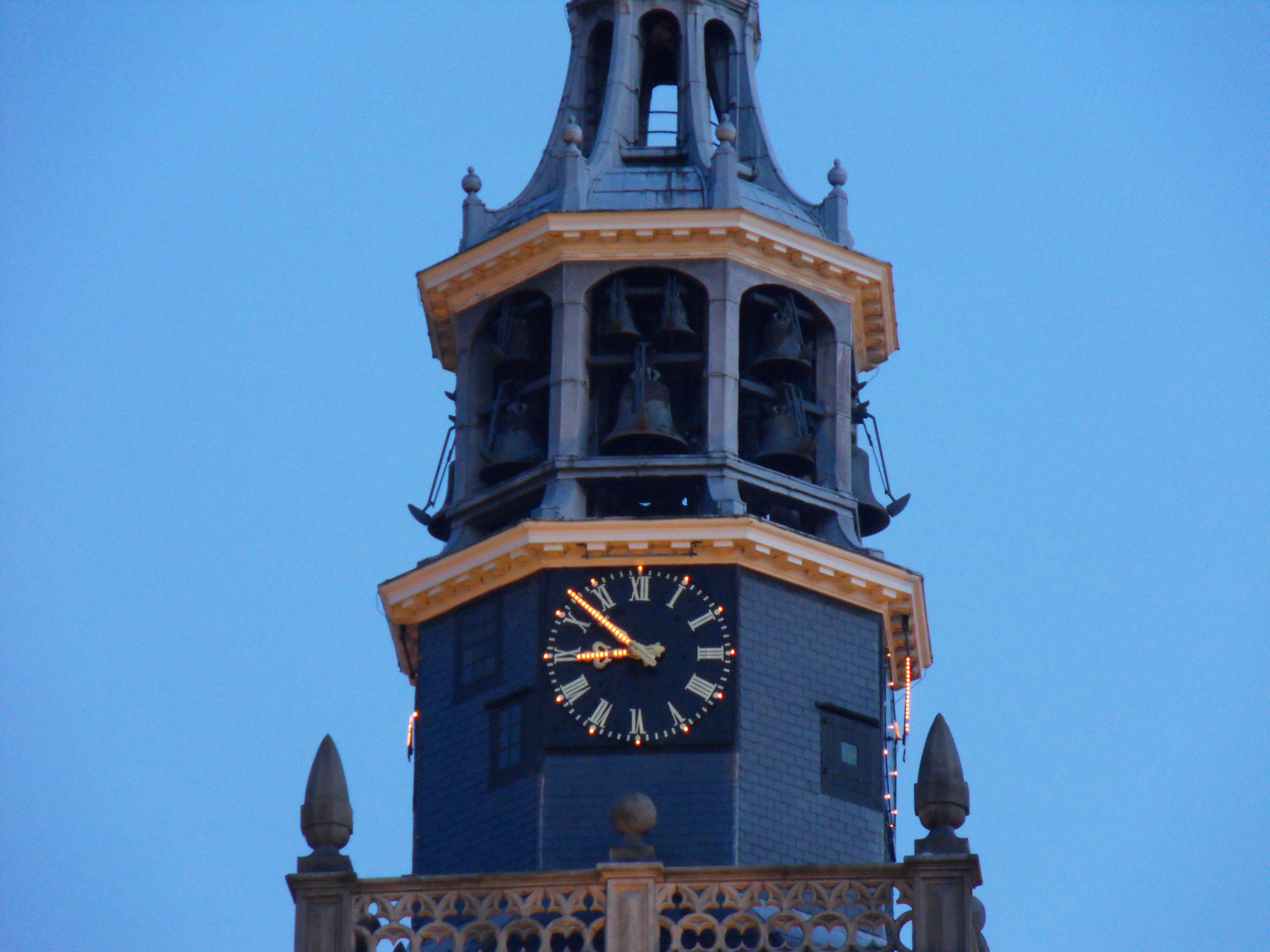
Carillon in der Turmlaterne von Sint Janstoren in Gouda (Niederlande)

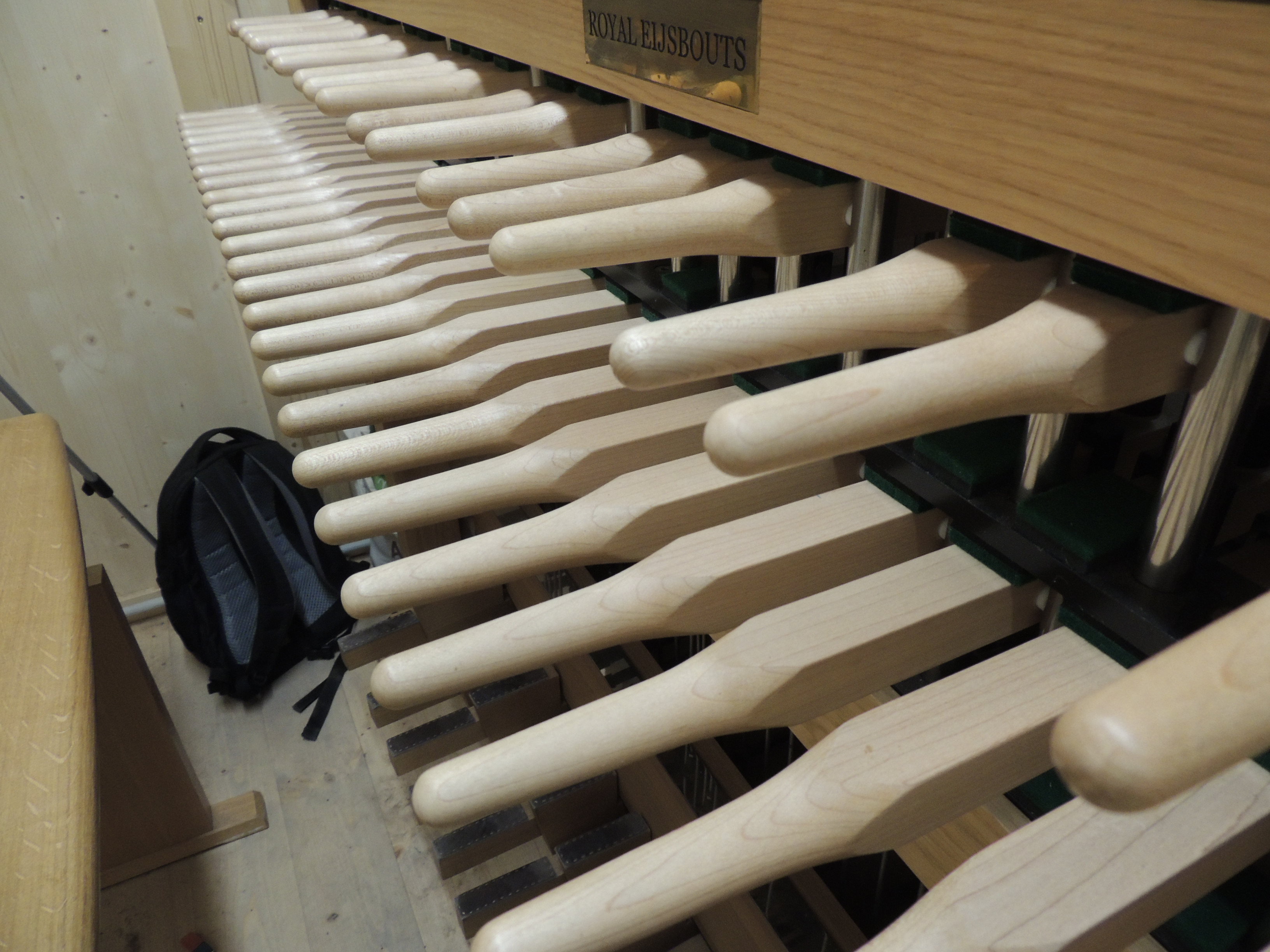
Modernes Carillon-Manual in der Mariahilfkirche (München)

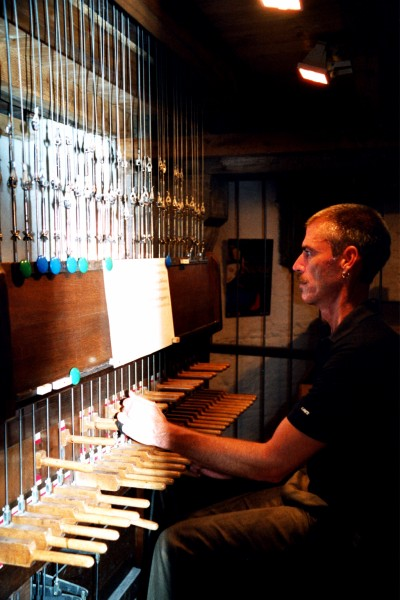
Carilloneur Brian Swager am Spieltisch des historischen Carillons von Amédée Bollée in der Kathedrale von Perpignan

Ein Carillon (/kaʁi'jɔ̃/; niederländisch beiaard) oder Turmglockenspiel ist ein spielbares, großes Glockenspiel, das sich typischerweise in einem Turm oder einem eigens errichteten Bauwerk befindet. Es besteht aus chromatisch oder diatonisch gestimmten Glocken, die mit einer Klaviatur von einem Spieler (Carilloneur, früher auch Glockenist) oder mechanisch (etwa mit einer Walze oder durch elektronische Steuerung) gespielt werden können. Die konzertante Spielbarkeit unterscheidet es von der Spieluhrform des Glockenspiels, seine Größe und die Art der Glocken vom Orchesterröhrenglockenspiel.
In den Niederlanden gibt es den größten Bestand an Glockenspielen weltweit: insgesamt 806 Glockenspiele (davon 158 Carillons nach WCF-Standard). Auch in Belgien hat fast jede Stadt ein Carillon.
Gelegentlich tragen auch Kompositionen für andere Instrumente, die Glockenmotive zitieren oder nachahmen, den Titel Carillon.

## Geschichte
Carillon ist die französische Bezeichnung für ein „Turmglockenspiel“. Der Ausdruck bezeichnet auch das in Kapellen und Orchestern gespielte Metallstabglockenspiel und Musikstücke, die für das Glockenspiel bestimmt sind. Der Name ist von „quatrillionem“ abgeleitet, dem rhythmischen Anschlag von vier Glocken, wie er bereits im 14. Jahrhundert vom Turmwächter angewandt wurde.
Seinen Ursprung hat das Carillon in Belgien, den Niederlanden und Nordfrankreich. Das erste gestimmte Carillon wurde 1652 von Pieter und François Hemony gegossen und in Zutphen aufgebaut. Bis zum Ende des 18. Jahrhunderts geriet diese Kunst in Vergessenheit. Erst im späten 19. Jahrhundert wurde die fast vergessene Kunst des Carillonspiels wiederentdeckt. Einen großen Beitrag leistete der belgische Carillonneur (niederländisch: beiaardier) Jef Denyn aus Mechelen, der dort 1922 die Koninklijke Beiaardschool (Königliche Carillonschule) gründete. Sie entwickelte sich zu einer international renommierten Ausbildungsstätte, die die belgische Tradition des Carillonspiels bis heute prägt. Das von dieser Schule ausgehende Programm zur Erhaltung und Weitergabe der Carillon-Kultur wurde 2014 von der UNESCO in ihr Register guter Praxisbeispiele der Erhaltung immateriellen Kulturerbes aufgenommen.
1953 wurde in Amersfoort die Nederlandse Beiaardschool (Niederländische Carillonschule) gegründet. 1935 gab es in den Niederlanden 60 Carillons, 1965 waren es 120 und 1978 bereits gut 200.

## Anforderungen

Modernes Carillon-Pedal (Mariahilf, München)

Die World Carillon Federation (WCF) verlangt von einem klassischen Carillon, dass es über mindestens 23 Glocken (chromatisch über zwei Oktaven) verfügt und die Glocken direkt von einem Spieltisch aus mechanisch mit Seilzügen angeschlagen werden können.
Bei modernen Instrumenten kann der Impuls auf den Klöppel auch elektrisch (Elektromagnet) oder pneumatisch (Luftdruck) übertragen werden. Voraussetzung ist, dass auch hier die Klöppel dynamisch (laut und leise) gespielt werden können. Der Spieltisch ist meist mit Stocktasten versehen, manchmal auch mit einer Klaviatur.
„Glockenspiel“ ist ein Überbegriff, der zum Beispiel auch tragbare und von Hand angeschlagene Instrumente umfasst.
Gespielte Stücke können auch gespeichert und später automatisch wiedergegeben werden, beispielsweise mechanisch-traditionell mit dem Welte-System oder über eine Computersteuerung.

## Aufbau

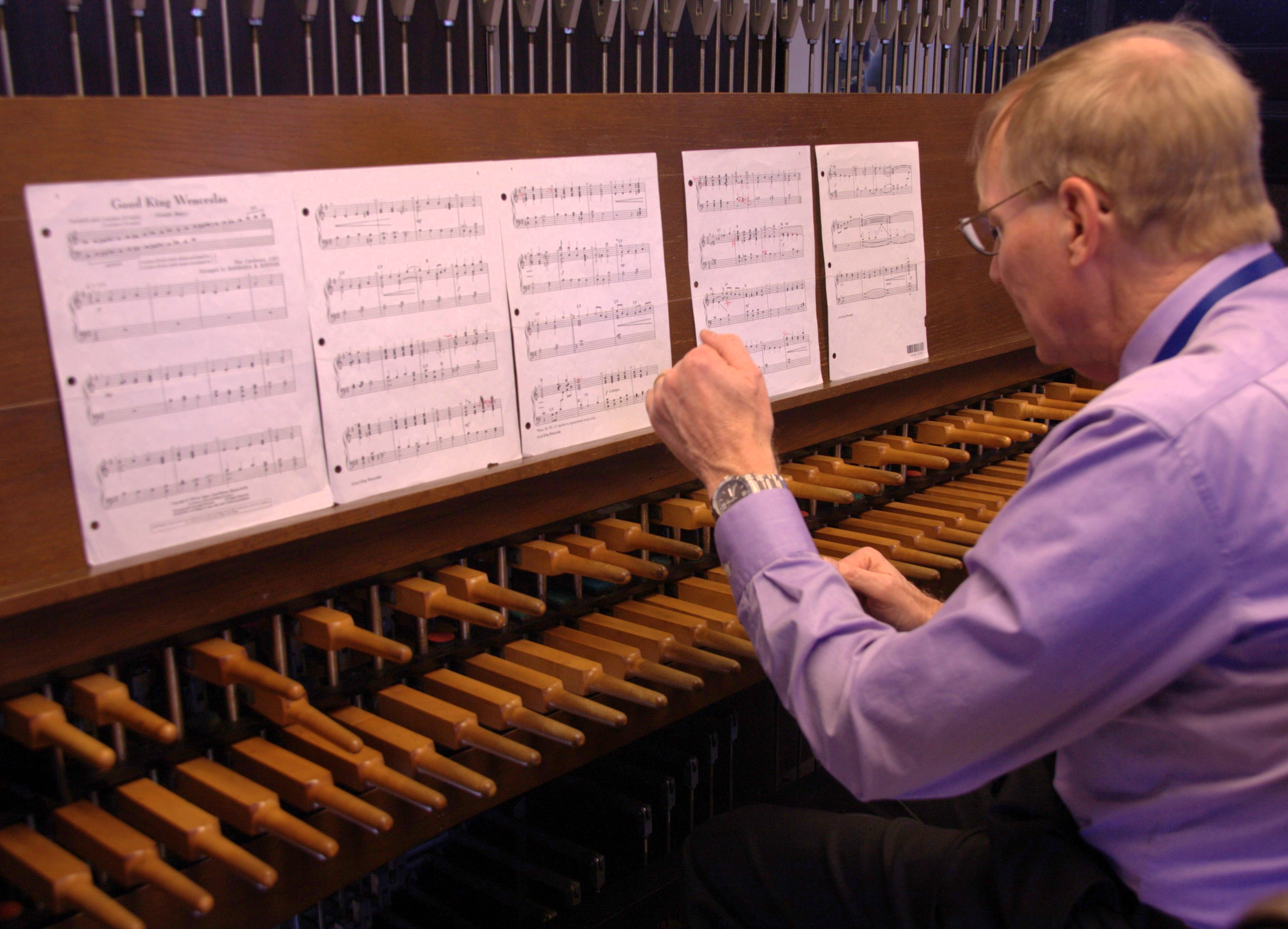
Carilloneur am Spieltisch des Carillons in der Mayo Clinic

Die Klöppel der Glocken oder außerhalb der Glocke angeordnete, federnd gelagerte Hämmer sind mit Zugdrähten und Kipphebeln mit den Tasten des Spieltisches verbunden und werden mechanisch von dem Carilloneur gespielt. Der Spieltisch eines Carillons ist dem einer Orgel ähnlich. Er besteht aus einem Rahmenwerk, in dem die Stöcke für das Manual und die Tasten des Pedals eingebaut sind. Die Stöcke des Manuals sind wie Klaviertasten angeordnet. Die Abstände zwischen den einzelnen Stöcken sind mit 58 mm jedoch wesentlich größer als bei einem Klavier.

## Spielweise

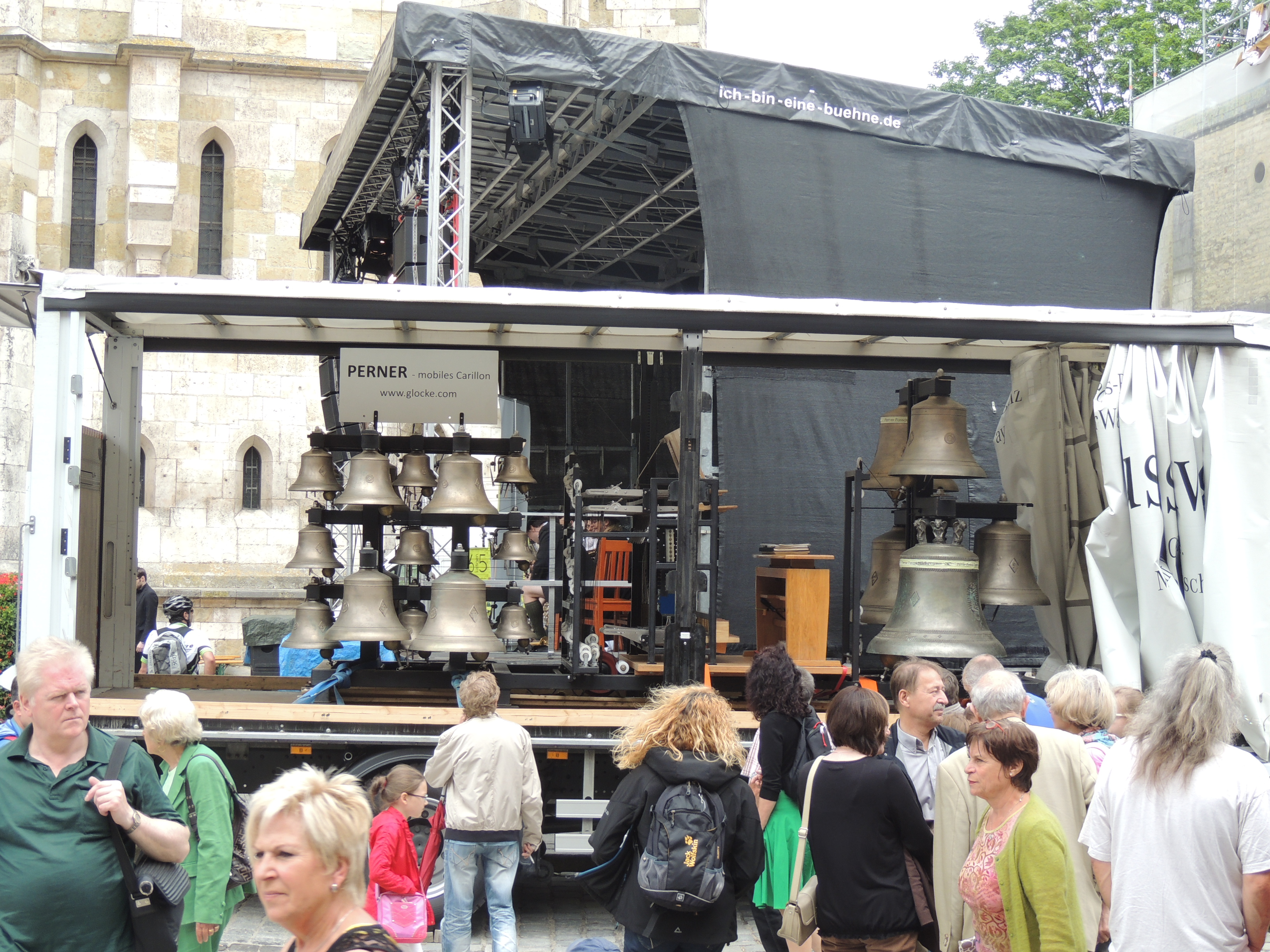
Mobiles Carillon der Glockengießerei Perner, Passau

Da für das Anschlagen der Glocken eine große Kraft erforderlich ist, wird das Manual eines Carillons normalerweise mit der Faust gespielt, genauer gesagt mit dem mittleren Glied des kleinen Fingers. Die größeren Glocken können zudem nicht nur per Manual, sondern zusätzlich mit den Füßen per Pedal gespielt werden. Bei manchen Carillons können die größten Glocken nur per Pedal gespielt werden.
Aufgrund der Maße der Tasten können pro Hand nur ein bis maximal drei Töne mit Intervallen bis zu einer Quinte gespielt werden. Um beispielsweise zwei Töne gleichzeitig mit einer Hand zu spielen, wird die Hand geöffnet und die Stöcke werden mit Daumen und Zeigefinger heruntergedrückt.
Die Glocken beim Carillon sind nicht mit einer Dämpfung versehen, so dass vor allem die tiefen Glocken sehr lange nachklingen. Somit ist es auch nicht mehr möglich, den Klang einer einmal angeschlagenen Glocke noch zu beeinflussen, bis diese ausgeklungen ist. Des Weiteren klingen die großen Glocken wesentlich lauter und länger als die kleineren Glocken. Zudem ist der Teilton der kleinen Terz deutlich hörbar, was bei lang nachschwingenden Tönen schnell zu Dissonanzen führen kann. Somit erfordert das Carillonspiel eine sehr stark wechselnde Dynamik, die durch die Anschlagstärke der Stöcke reguliert wird, um Dissonanzen zu minimieren.

## Bekannte Carillon-Komponisten
- David Bohn
- Matthias van den Gheyn
- Johannes Gruytters
- Staf Nees
- Leen 't Hart

## Bekannte Carilloneure
| Carilloneur        | Glockenspiel                | Leben     |
| ------------------ | --------------------------- | --------- |
| Jacob van Eyck     | Utrecht                     | 1590–1657 |
| Hans Uwe Hielscher | Wiesbaden                   | * 1945    |
| Thomas Jörg Frank  | Wiesbaden                   | * 1972    |
| David Kellner      | Stockholm                   | 1670–1748 |
| Ulrich Leykam      | Düsseldorf                  | * 1948    |
| Reinhard Raue      | Geldern                     | 1953–2006 |
| Wilhelm Ritter     | Kassel Aschaffenburg Berlin | 1950–2018 |
| Staf Nees          | Mechelen                    | 1901–1965 |
| Frank Steijns      |                             |           |
| Martin Stephan     | Halle                       | * 1952    |
| René Vanstreels    |                             |           |

## Ausgewählte Carillons

### Deutschland
| Standort                                                   | Ort                   | Zahl der Glocken | Masse aller Glocken | Inbetriebnahme                  | Gießer                                                                          |
| ---------------------------------------------------------- | --------------------- | ---------------- | ------------------- | ------------------------------- | ------------------------------------------------------------------------------- |
| Roter Turm                                                 | Halle (Saale)         | 76               | 54.980 kg           | 1993                            | Schilling, Apolda Karlsruher Glockengießerei                                    |
| Carillon im Tiergarten                                     | Berlin-Tiergarten     | 68               | 48.000 kg           | 1987                            | Eijsbouts                                                                       |
| Pfarrkirche Maria Hilf in der Au                           | München-Au            | 65               | 22.000 kg           | 2012                            | Eijsbouts                                                                       |
| Pfarrkirche St. Josef                                      | Bonn-Beuel            | 62               | 10.200 kg           | 1960                            | Schilling, Heidelberg                                                           |
| Französischer Dom                                          | Berlin-Mitte          | 60               | 29.000 kg           | 1987                            | Feingusswerk Pößneck / Neustadt a.d. Orla                                       |
| Bartholomäusturm (profaniert)                              | Erfurt                | 60               | 13.600 kg           | 1979/1992                       | Schilling, Apolda                                                               |
| Parochialkirche                                            | Berlin-Mitte          | 52               | 08.600 kg           | 2016                            | Petit & Fritsen, Eijsbouts                                                      |
| St. Nikolai (Ruine, Mahnmal) teilweise (entwidmet)         | Hamburg-Altstadt      | 51               | 13.000 kg           | 1993                            | Eijsbouts                                                                       |
| Neubaukirche (profaniert)                                  | Würzburg              | 51               | 03.600 kg           | 2005                            | Petit & Fritsen                                                                 |
| Kieler Kloster                                             | Kiel                  | 50               | 04.085 kg           | 1999/2005                       | A. Bachert, Karlsruhe; Perner, Passau                                           |
| Carillon im Olympiapark                                    | München-Am Riesenfeld | 50               | 03.600 kg           | 1972 2007 abgebaut, eingelagert | Eijsbouts                                                                       |
| Stiftskirche St. Marien                                    | Herrenberg            | 50               | 02.510 kg           | 2012                            | Eijsbouts                                                                       |
| Marktkirche                                                | Wiesbaden             | 49               | 11.071 kg           | 1986                            | Eijsbouts, (1986), Gebr. Rincker, Sinn (1962), Andreas Hamm, Frankenthal (1862) |
| Pfarrkirche Unsere Liebe Frau                              | Eppingen              | 49               | 03.983 kg           | 1986                            | Karlsruher Glockengießerei                                                      |
| Krankenhaus Henriettenstiftung                             | Hannover              | 49               | 02.600 kg           | 1960                            | Schilling, Heidelberg                                                           |
| Marktturm des Rathauses                                    | Aachen                | 49               | 02.500 kg           | 1979                            | Eijsbouts                                                                       |
| Gustav-Adolf-Stabkirche                                    | Hahnenklee            | 49               | 02.000 kg           | 2002/2005                       | Schilling, Heidelberg Perner, Passau                                            |
| Pfarrkirche St. Martin                                     | Illertissen           | 49               | 01.500 kg           | 2006                            | Eijsbouts                                                                       |
| Alter Rathausturm                                          | Köln                  | 48               | 12.500 kg           | 1958                            | Eijsbouts                                                                       |
| Turm des Neuen Rathauses                                   | Chemnitz              | 48               | 05.200 kg           | 1978                            | Schilling Apolda                                                                |
| Schloss Johannisburg                                       | Aschaffenburg         | 48               | 02.100 kg           | 1969                            | Eijsbouts                                                                       |
| Pfarrkirche St. Philippus und Jakobus                      | Geisa                 | 48               | 02.003 kg           | 2002                            | Eijsbouts                                                                       |
| Stiftskirche St. Martin und St. Maria                      | Kaiserslautern        | 47               | 10.000 kg           | 2009                            | Bachert, Karlsruhe                                                              |
| Rathaus                                                    | Magdeburg             | 47               | 06.000 kg           | 1974                            | Schilling, Apolda                                                               |
| Alte Nikolaikirche                                         | Frankfurt am Main     | 47               | 03.500 kg           | 1957/1959/1994                  | F. W. Schilling, Heidelberg Eijsbouts                                           |
| Karlskirche                                                | Kassel                | 47               | 02.750 kg           | 1957/1989                       | F. W. Schilling, Heidelberg Karlsruher Glockengießerei                          |
| Pfarrkirche St. Aldegundis                                 | Emmerich am Rhein     | 43               | 07.000 kg           | 2000                            | Petit & Fritsen                                                                 |
| Christianskirche                                           | Hamburg-Ottensen      | 42               | 05.400 kg           | 1938                            | Schilling, Apolda                                                               |
| Nikolaikirche (entwidmet)                                  | Berlin-Mitte          | 41               | 01.400 kg           | 1987                            | Schilling, Guss in Waren                                                        |
| Kornmarktkirche (profaniert)                               | Mühlhausen            | 41               |                     | 1991                            | Schilling, Apolda                                                               |
| Altes Schulhaus                                            | Markt Weilbach        | 39               | 02.032 kg           | 2006/2016                       | Bachert                                                                         |
| St. Marien zu Lübeck                                       | Lübeck                | 37               | 16.760 kg           | 1908 (32) / 2019 (5)            | Schilling, Apolda; Rincker, Sinn                                                |
| Pfarrkirche St. Anna                                       | Düren                 | 37               | 03.500 kg           | 1964                            | Petit & Fritsen                                                                 |
| Rathausturm                                                | Melle                 | 37               | 01.767 kg           | 2010                            | Eijsbouts                                                                       |
| Museum für Zeit – Pfälzisches Turmuhrenmuseum              | Rockenhausen          | 37               |                     | 2014                            | Eijsbouts                                                                       |
| Rathaus                                                    | Gera                  | 37               | 01.024 kg           | 1988                            | Feingusswerk Pößneck / Neustadt an der Orla                                     |
| Stiftskirche Kloster Wechselburg                           | Wechselburg           | 36               | 00.980 kg           | 1988                            | Pößneck                                                                         |
| Fünfgiebelhaus am Universitätsplatz                        | Rostock               | 32               | 00.500 kg           | 1986                            | Schilling; VEB Waren                                                            |
| Pfarrkirche St. Mariä Himmelfahrt                          | Schirgiswalde         | 29               |                     | 1991                            | Schilling, Apolda                                                               |
| Rathaus                                                    | Heidelberg            | 26               | 00.800 kg           | 1961                            | Schilling, Heidelberg                                                           |
| Carillon am Schlachtermarkt                                | Schwerin              | 26               | 00.330 kg           | 1991                            | Schilling; Waren                                                                |
| Park Bergfried                                             | Saalfeld              | 25               | 08.500 kg           | 1924: Glocken 1986: Carillon0   | Ulrich-AG, Apolda; Schilling, Apolda                                            |
| Altes Rathaus                                              | Offenburg             | 25               | 00.400 kg           | 1989                            | Pößneck                                                                         |
| Ehrenhain                                                  | Potsdam               | 24               | 00.400 kg           | 1987                            | Schilling; VEB Waren                                                            |
| Pfarrkirche Erscheinung des Herrn                          | Altenburg             | 24               | 00.300 kg           | 1982                            | Schilling, Apolda                                                               |
| St. Johanniskirche                                         | Lößnitz im Erzgebirge | 23               | 02.400 kg           | 1939                            | Schilling in Apolda                                                             |
| Carillon im Stadtpark                                      | Bonn-Bad Godesberg    | 23               |                     | 1979                            | Eijsbouts                                                                       |
| Reformations-Gedächtnis-Kirche zur Heiligen Dreifaltigkeit | Worms                 | 23               |                     | 1956/2015                       | Gebr. Rincker, Sinn                                                             |

Mobile Carillons in Deutschland
- Mobiles Carillon von Olaf Sandkuhl in Rostock, 37 Glocken, 2004. Montiert auf einem LKW mit überdachter Spielkabine.[12]
- Mobiles Carillon der Glockengießerei Perner, Passau, 49 Glocken, 2012

### Schweiz

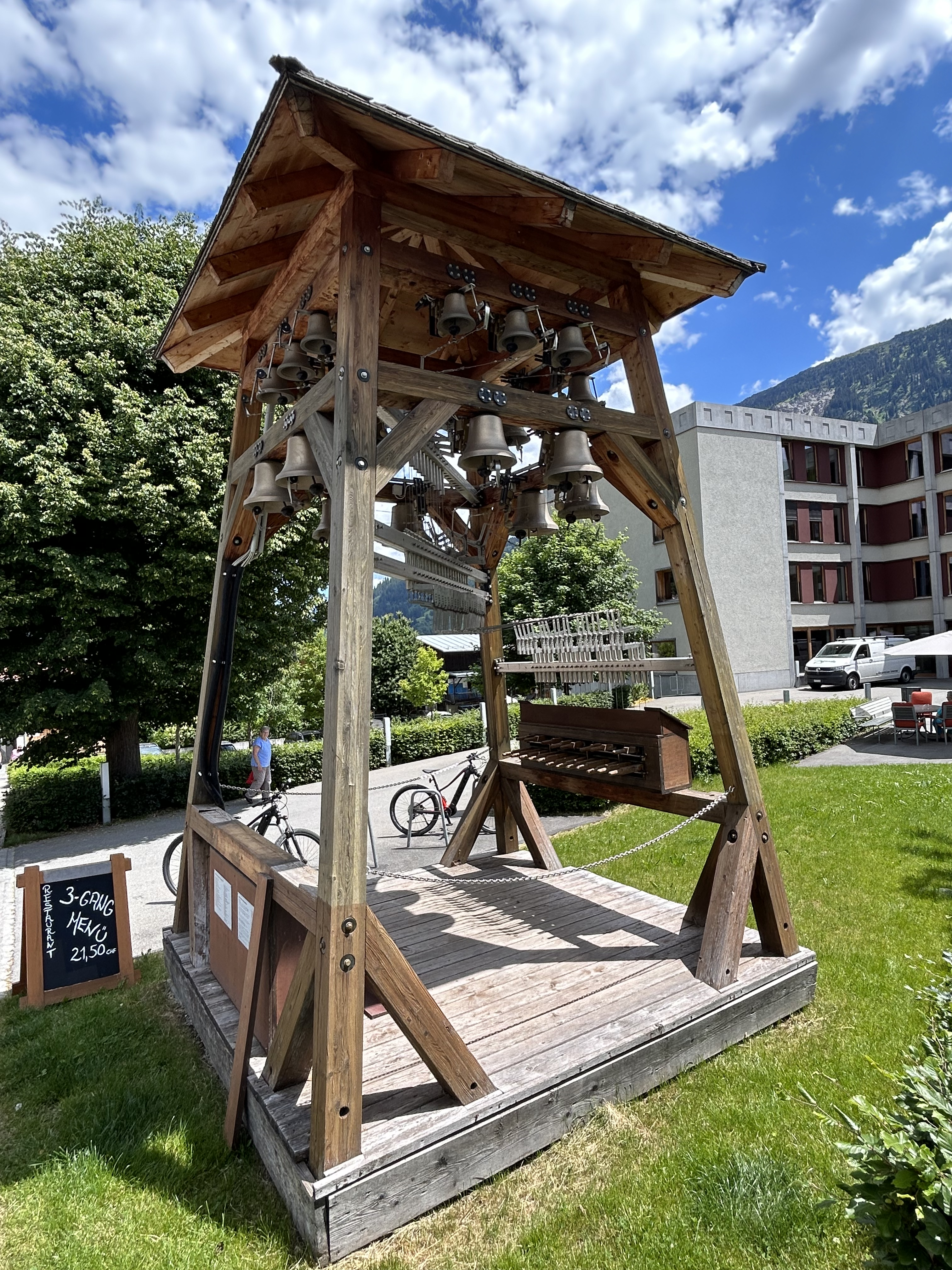
Carillon in Disentis/Mustér

- Carillon der Abtei Saint-Maurice, 49 Glocken, Gewicht insgesamt 14 Tonnen, größtes Instrument der Schweiz, Einweihung: 24. September 2004
- Carillon der Cathédrale Saint-Pierre in Genf, 37 Glocken
- Carillon der Kirche Sainte-Croix in Carouge, 36 Glocken
- Carillon in Zofingen in der Turmstube des Stiftsturmes, 25 Glocken, seit 1985
- Carillon in Lens (Wallis), Eglise Saint-Pierre-aux-Liens, 24 Glocken
- Carillon in Pully, Eglise de la Rosiaz, 24 Glocken
- Carillon in Disentis/Mustér, 20 Glocken, seit 2013

### Österreich

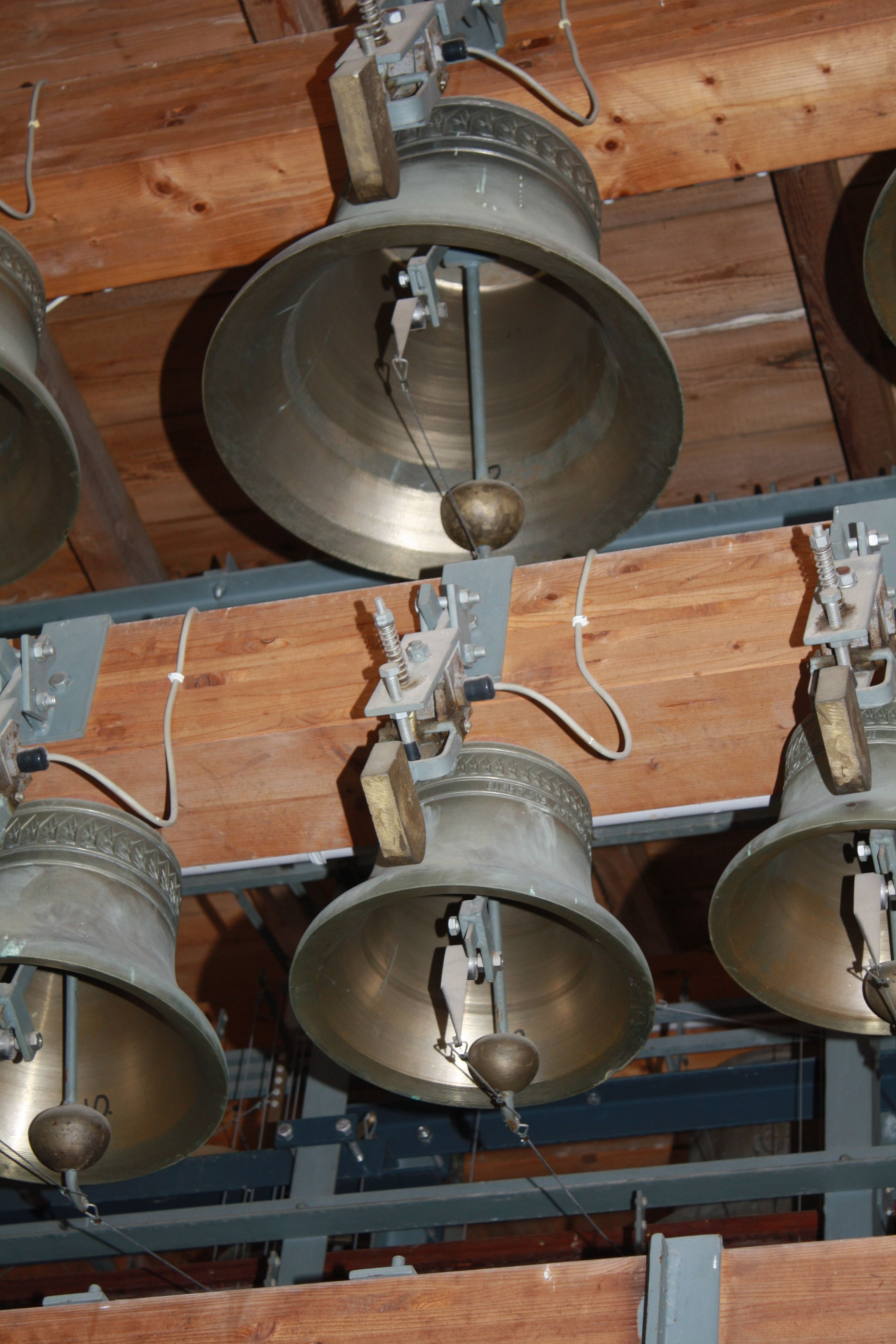
Glockenspiel im Stift Heiligenkreuz

- Glockenspiel am Innsbrucker Dom, 48 Glocken
- Carillon im Zisterzienser-Stift Heiligenkreuz (Niederösterreich), 43 Glocken, 1982
- Glockenspiel in der Neuen Residenz (Salzburg), 35 Glocken, 1702

### Belgien
- Die zwei Carillons der Kathedrale St. Rombouts, Mechelen
- Das moderne Carillon der Katholieke Universiteit Leuven, 63 Glocken, in den USA angefertigt
- Carillon des Belfrieds in Brügge
- Carillon der Liebfrauenkathedrale, Antwerpen
- Carillon der Kirche St. Sulpitius, Diest
- Carillon der St.-Gudula-Kathedrale, Brüssel
- Carillon in Peer
- Carillon der St.-Quintinus-Kathedrale in Hasselt (53 Glocken), ab dem Ende des 15. Jahrhunderts[13]
- Carillon der Liebfrauenbasilika in Tongern, (49 Glocken) Ursprünge ab 1586[14]

### Niederlande
- Carillon des Vierungsturms der Grote Kerk in Alkmaar von Melchior de Haze (1689)
- Carillon des Westerturms (Westertoren) in Amsterdam, 50 Glocken, von Hemony; Bourdon (Hauptglocke) wiegt 7.500 kg und wurde 1636 gegossen
- Carillon im „Palast auf dem Dam“, dem ehemaligen Rathaus (17. Jahrhundert, Hemony), Amsterdam
- Carillon der Oude Kerk (Amsterdam)
- 2 Carillons (35 & 58 Glocken) des Turms der Liebfrauenkirche in Amersfoort
- Carillon der Sint Catharijnekerk in Brielle; 49 Glocken, einige davon von Hemony gegossen in 1660
- Carillon der Grote Kerk in Den Haag, 51 Glocken
- Modernes Carillon der technischen Universität Twente, Enschede
- Carillon der alten Bavokirche, Haarlem
- Carillon des Rathauses und der Sint Servaas Basilika (59 Glocken, 1983) in Maastricht
- Carillon der Stevenskerk in Nijmegen (Nimwegen), 48 Glocken, montags 11–12 Uhr
- Carillon der Basilika St. Plechelmus, Oldenzaal
- Carillon im Turm des Utrechter Doms, 50 Glocken, 35 davon von Hemony, 1663–1664 gegossen
- Carillon von St. Martinustoren, Venlo (Limburg), 53 Glocken
- Carillon des Abteiturms („Lange Jan“) in Middelburg, 48 Glocken, seit 1955, ersetzt das im Zweiten Weltkrieg zerstörte Carillon von 1715[15]

### Frankreich
- Glockenspiel der Kunstuhr im Straßburger Münster, 1382
- Glockenspiel der Kathedrale von Rouen, Normandie, 64 Glocken
- Glockenspiel im Belfried der Stadt Douai (Frankreich), 62 Glocken, 1954/1974
- Glockenspiel der Stiftskirche Notre-Dame-en-Vaux in Châlons-en-Champagne (Frankreich), 56 Glocken, 1864
- Glockenspiel vor der Basilika Sainte-Thérèse in Lisieux, 51 Glocken, 1960er
- Glockenspiel im Belfried der Stadt Bergues (Frankreich), 50 Glocken. 14. Jhdt., es wurde am 16. September 1944 zerstört und im Jahre 1961 wieder aufgebaut. UNESCO-Weltkulturerbe, bekannt durch den Film Willkommen bei den Sch’tis
- Belfried von Dünkirchen, 50 Glocken, davon 48 Glocken von 1962, 2 weitere zur Vervollständigung der 4 Oktaven und grundlegende Erneuerung der Steuerung 2005, das Vorgänger-Carillon von 1853 ging 1940 nach einem Bombenangriff unter, Wachturm von 1233, der im 15. Jahrhundert zum Glockenturm aufgestockt worden war.

### Litauen
- Carillon Kaunas
- Carillon Klaipėda
- Carillon Vilnius
- Carillon Telšiai
- Carillon Druskininkai
- Carillon Šakiai
- Carillon Gelgaudiškis

### Tschechien
- Glockenspiel mit Carillon im Prager Loreto, 27 Glocken, 1683–1691
- Glockenspiel in der St. Peter und Paul Basilika in Prag Vyšehrad, 1992
- Glockenspiel in der Festung Spielberg in Brünn, 15 Glocken, 1990
- Carillon des Carilloneurs Rudolf Manoušek, Prag Zbraslav und Statenice, 57 Glocken, 2000–2001; größtes mobiles Carillon der Welt[16]

### Übriges Europa
- Glockenspiele von Mafra im Kloster von Mafra (Portugal), 98 Glocken (2 × 49), 1730
- Glockenspiel der Kathedrale von Cobh in Cobh (Irland), 49 Glocken, 1916
- Glockenspiel im frei stehenden Turm in Løgumkloster (Nordschleswig), 49 Glocken, 1973
- Carillon in Loughborough (England), 47 Glocken, 1923
- Glockenspiel der Katharinenkirche in Danzig, 49 Glocken
- Carillon in Barcelona, 49 Glocken
- Carillon im Dom des Heiligen Sava (Serbien), 45 Glocken zusätzlich 4 freischwingende durch Grassmayer in Innsbruck 2001 gefertigt.
- Carillon in Stockholm, St.-Gertrud-Kirche, 37 Glocken, 17. Jahrhundert
- Glockenspiel in Bozen, Maria Himmelfahrt, 25 Glocken, 2010
- Carillon in Tallinn Öigeusu Kirik Pyhän Simeonin Seurakunta, 19. Jahrhundert

### Andere
- Ann Arbor, USA, Burton Tower: 55 Glocken (43.000 kg), dabei ein Bass-Bourdon von 12.000 kg, John Taylor 1936
- Bloomfield Township, USA, Apostles’ Tower bei Kirk in the Hills: 77 Glocken, Petit & Fritsen, 1960
- Daejeon, Südkorea, Hyechon College, College Tower: 77 Glocken (ca. 11.000 kg), Petit & Fritsen 2001
- New York, USA, Riverside Church: 74 Glocken (18.500 kg) 1925–1930, Basisglockenton c
- Chicago, USA, Rockefeller Chapel's Carillon (Memento vom 8. Juni 2013 im Internet Archive) Universitätskapelle: 72 Glocken (17.300 kg) 1932, Basisglockenton cis
- Lawrence (Kansas), USA: World War II Memorial Carillon & Campanile. 1950–1951
- Washington, D.C., USA: Peter-Pauls-Kathedrale: 53 Glocken (10.900 kg) 1963, Basisglockenton es
- Ottawa, Kanada, Parlament, Friedensturm: 53 Glocken (10.150 kg) 1927, Basisglockenton e[17]
- Toronto, Kanada, University of Toronto, Soldiers’ Tower: 51 Glocken (23 Glocken 1927, erweitert 1952), Basisglockenton a[18]
- Niagara Falls, Kanada, Rainbow Carillon Tower: Bekannt aus dem Film Niagara

## Rekorde
Mit 98 Glocken hat das Kloster von Mafra in Portugal das größte Glockenspiel ist jedoch nicht als Carillon definiert, da es zweiteilig ist.
Mit 55 Tonnen Gesamtgewicht hat der Rote Turm in Halle (Saale) das schwerste Glockenspiel und Carillon der Welt.
Die größten Carillons mit der höchsten Anzahl an Glocken stehen in Bloomfield Township, USA, Apostles’ Tower bei Kirk in the Hills und in Daejeon, Südkorea, Hyechon College, College Tower mit jeweils 77 Glocken. 
Welches das älteste Glockenspiel ist, lässt sich nicht sagen, da Glockenspiele oft nicht als Ganzes gebaut, sondern nach und nach entstanden sind. Die älteste Glocke in einem Glockenspiel stammt aus dem 15. Jahrhundert.

## Carillonals Werktitel
Der Begriff Carillon ist manchmal der Titel oder ein Titelbestandteil von Kompositionen, die für andere Instrumente bestimmt sind, aber den Glockenklang nachahmen oder typische Carillon-Motive zitieren. Beispiele finden sich vor allem in der Orgelmusik, aber auch bei Stücken für andere Tasteninstrumente oder für Orchester: 
- Francois Couperin, Le Carillon de Cithère (Pièces de clavecin, Livre 3) für Cembalo
- Louis Vierne, Carillon de Westminster (Pièces de Fantaisie, op. 54/6) für Orgel
- Louis Vierne, Carillon (Pièces en style libre, op. 31/21) für Orgel
- Georges Bizet, Carillon (4. Satz der L’Arlésienne-Suite Nr. 1) für Orchester

## Verschiedenes
- Im Film Willkommen bei den Sch’tis kommt ein Carillon vor, was dessen Bekanntheit unter anderem in Deutschland steigerte.[19]
- Ein in Belgien praktiziertes Programm zur Erhaltung und Weitergabe der Carillon-Kultur wurde 2014 von der UNESCO als Immaterielles Kulturerbe in das Register guter Praxisbeispiele aufgenommen.[20]
- Dank des Engagements von Margarete Schilling gehört die Glocken- und Carillon-Stadt Apolda aktuell (Stand: Dezember 2019) mit vier Stationen zur Strasse der Musik: die Villa Schilling in der Auenstraße 51 mit Sonnenuhrportal und Park (Station 19), das Gebäude der ehemaligen Glockengießerei Franz Schilling Söhne in der Robert-Koch-Straße / Bernhardstraße (Station 20), das Stadthaus Apolda mit Glockenspiel (Station 25) und das GlockenStadtMuseum Apolda (Station 26).[21] Damit wird auch der Glockengießerfamilie Schilling gedacht, die mehr als 40 Carillons schuf und nach Deutschland und in die Welt geliefert hat, so Carillons nach Helsinki (Finnland), Philadelphia (USA), Buenos Aires und Mercedes (Argentinien), Sandefjord (Norwegen) und Klaipėda (Litauen).